# ۲۵۳ (عدد)
۲۵۳ یک عدد طبیعی است که بعد از ۲۵۲ و قبل از ۲۵۴ قرار دارد.